# شعب
الشعب مصطلح في علم الاجتماع والسياسة يشير إلى مجموعة من الأفراد أو الأقوام يعيشون في إطار واحد من الثقافة والعادات والتقاليد ضمن مجتمع واحد وعلى أرض واحدة، ومن الأمور المميزة لكل شعب هي طريقة تعاملهم وشكل العلاقات الاجتماعية التي تتكون في مجتمعات هذا الشعب إضافة إلى أسلوب العقد الاجتماعي بين أفراد الشعب.
أمور مثل الدين ومعنى الحياة وأهمية العلم والكثير من الأسئلة الفلسفية تدخل في صميم خصائص كل شعب، الناس هم مجموعة من الأفراد الحيّة المتحضرة. يمكن إطلاق هذا اللفظ على مجرد مجموعة من الأشخاص دون وجود صفة مشتركة بينهم.

## لغويا
شعب من تشعب النهر و ليس شعب تعني ناس فأكيد ناس فالمجتمع ناس و الشعب ناس من امثلة ذلك الافرنج شعب الماني  ثم اصبح مستقل فرنسا (بالإنجليزية: People)‏ هي لفظة مفردة تستخدم عادة للإشارة إلى مجموعة من الأفراد ينتمون إلى فئة ما، قد تكون أمة، طبقة، مجموعة إثنية، بلد، عائلة، مجتمع، وتعني بالإنجليزية أيضا "ناس"، في العربية، تفيد لفظة شعب التفرق والتفريق كما الجمع، فورد في الصحّاح في اللغة "الشَّعْبُ: ما تَشَعَّبَ من قبائل العرب والعجم، والجمعُ الشعوبُ."، وهو القبيلة العظيمة، وأبو القبائل الذي ينتسبون إليه، أي يجمعهم ويضمهم. ووردت بمعنى العجم، وفي طبقات الأنساب الشعب هو أول الطبقات، إلا أن البعض يضع فوقه الجَذْم والجُمْهُور،  وهو جمع من الناس ما فوق القَبِيلَة و[وفقًا لِمَن؟]؛  وفي الاستخدام الحديث الناس الذين يسكنون بلدا ما وإن لم يكن يربط بينهم نسب.

## شعب عضوي
الشعب العضوي  وهو ترجمة للكلمة الألمانية Volk فولك التي تستخدم بمنطوقها الألماني في كثير من اللغات الأوروبية. والشعب العضوي هو الشعب الذي يترابط أعضاؤه ترابط الأجزاء في الكائن العضوي الواحد والذي تربطه رابطة عضوية بأرضه وتراثه. ويُشار إلى الفكر القومي، الذي يَصدُر عن مفهوم الشعب باعتباره الفولك أو الكيان العضوي المتماسك، بعبارة «الفكر القومي العضوي» كما يُقال «القومية العضوية».